# 吉原珠央
吉原 珠央（よしはら たまお、1976年 - ）は、キャリアカウンセラー・イメージコンサルタント。

## 略歴
十文字短期大学卒業。
1996年、全日本空輸に客室乗務員として入社する。
退社後はビジネスコミュニケーションを学ぶためにイギリスに滞在したのち、キャリアコンサルタント・カウンセラーとして独立し、各地での企業研修・講演会講師として活動している。

## 著書
- 人とモノを自由に選べるようになる本
- 「また会いたい」と思われる人の38のルール
- 選ばれる女性のシンプルな習慣40

## テレビ出演
- 情報満載ライブショー モーニングバード!（テレビ朝日、火曜日レギュラーコメンテーター）